# Slabberia strangulata
Slabberia strangulata is een hydroïdpoliep uit de familie Corynidae. De poliep komt uit het geslacht Slabberia. Slabberia strangulata werd in 1859 voor het eerst wetenschappelijk beschreven door McCrady. 